# Luke Pasqualino
Luca Giuseppe Pasqualino (Peterborough, 19 de fevereiro de 1990), mais conhecido como Luke Pasqualino, é um ator britânico, de origem italiana. Ele é mais conhecido por interpretar Freddie McClair na série de televisão Skins, Paolo em The Borgias, e D'Artagnan em The Muskeeters.

## Biografia
Nascido em Peterborough, Inglaterra, ele estudou na Walton Community School, em Walton, Peterborough. Tem ascendência italiana: do lado de seu pai, siciliana, e do lado de sua mãe, napolitana. Frequentou aulas de teatro ministradas por Martin Tempest em Stamford Art Centre.
Fez o teste para o papel de Tony Stonem para a primeira geração de Skins, mas o papel foi para Nicholas Hoult. Antes de participar de Skins, realizou inúmeras peças e alguns trabalhos como modelo. Pasqualino também trabalhou no salão de beleza de seu pai.
Pasqualino é um apoiante da campanha feminista HeForShe, dizendo que ele é "comprometido com a igualdade de gênero".

## Carreira
Em 2009, Pasqualino representou o papel principal em um filme de baixo orçamento chamado Regra Stingers!. Pasqualino atuou como Freddie McClair na terceira e quarta temporadas da série de drama teen Skins, entre 2009 e 2010. No final da quarta temporada, ele deixou a série, que renovava seu elenco a cada dois anos. Em 2009, também trabalhou na série de Casualty e apareceu em um episódio de Miranda, uma comédia da BBC estrelada por Miranda Hart, no papel de um funcionário de um hotel.
Em fevereiro de 2010, Pasqualino foi recrutado pela Warner Bros. Pictures para um papel no filme de terror A Aparição, ao lado de Ashley Greene, estrela de Crepúsculo, e de Tom Felton, estrela da série de filmes Harry Potter. O filme foi lançado em 2012. Em setembro do mesmo ano, Pasqualino conquistou o papel de Paolo, um jovem serviçal, na série de TV The Borgias. Em julho de 2012, Pasqualino estrelou, ao lado de Jessica Szohr, a comédia romântica de lobisomens Love Bite.
Em 2012, atuou como William "Husker" Adama em Battlestar Galactica: Blood & Chrome, uma prequela da série de TV Battlestar Galactica (2003-2009).
De 2014 a 2016, atuou como D'Artagnan na série de TV inglesa The Musketeers (BBC), baseada nas personagens do livro Os Três Mosqueteiros, de Alexandre Dumas (pai).
Atualmente, o ator vive o papel de Albert Hill, ao lado de Rupert Grint em Snatch, série de TV inglesa produzida pela Crackle.

## Vida pessoal
Em 2016 teve um romance com Perrie Edwards, da banda Little Mix.

## Filmografia
| Ano         | Título                               | Papel                  | Notes                                    |
| ----------- | ------------------------------------ | ---------------------- | ---------------------------------------- |
| 2009        | Stingers Rule!                       | Anthony                |                                          |
| 2009        | Casualty                             | Dans                   | 2 episódios                              |
| 2009        | Miranda                              | 1 episódio             |                                          |
| 2009 - 2010 | Skins                                | Freddie McClair        | Series Regular (Third and Fourth Season) |
| 2011 - 2012 | The Borgias                          | Paolo                  | 7 episódios                              |
| 2012        | Battlestar Galactica: Blood & Chrome | William "Husker" Adama |                                          |
| 2012        | Love Bite                            | Kev                    |                                          |
| 2012        | The Apparition                       | Greg                   | Pós-Produção                             |
| 2013        | Snowpiercer                          | Grey                   | Pós-Produção                             |
| 2014 - 2016 | The Musketeers                       | D'Artagnan             |                                          |
| 2017        | Snatch                               | Albert Hill            | Series Regular                           |

2016-2018 participou da série britânica Our Girl como Elvis Harte.